# Râul Sărata, Bașeu
Râul Sărata este un curs de apă, afluent al râului Bașeu. 